# 鏑木悦純
鏑木 悦純（かぶらき よしずみ、1944年6月3日 - ）は、千葉県出身の元プロ野球選手（投手）。

## 経歴
千葉工商高校から富士鉄室蘭を経て、1963年に阪神タイガースへ入団。千葉県出身者からの入団は初めてで、1965年までは背番号51を着用していた。背番号を42に変更した1966年に、サンケイアトムズとの開幕カード第2戦（阪神甲子園球場）で一軍公式戦にデビュー。
練習熱心で、阪神時代には二軍のウエスタン・リーグ公式戦で活躍していたが、1970年のシーズン終了後に（NPBが「加盟全12球団の戦力の均等化」を目的にドラフト会議と同じ要領でこの年から開催していた）プロ野球選手選抜会議（トレード会議）の指名対象（1球団が保有する支配下登録選手の20％に当たる）選手リストへ掲載された。この会議で大洋ホエールズから2巡目で指名されたことを受けて、翌1971年に移籍。上記のリストへ掲載されていた選手から真っ先に指名されたものの、2巡目で指名した選手を指名年の年俸＋100万円に相当する金額と交換で移籍できる制度であったため、実際には「通常の球団間のトレードでは、選抜会議の2巡目で指名するより多額の移籍金が発生しかねない」という消極的な理由での指名に過ぎなかった。このような事情から、翌1971年にもプロ野球選抜会議の指名対象選手リストへ掲載されたところ、読売ジャイアンツから指名。1972年への移籍後は打撃投手を兼ねていて、一軍の打撃練習では長嶋茂雄や王貞治の調整役として重宝された。
1977年限りで現役を引退。一軍公式戦での通算登板数はわずか6試合で、すべて阪神時代に記録しているが、勝敗は付かなかった。また、プロ野球選抜会議は1972年まで年に1回のペースで開催されていたが、この会議で複数回の指名を受けたことによって複数回の移籍が実現した選手は鏑木だけである。

## 詳細情報

### 年度別投手成績
| 年 度     | 球 団     | 登 板 | 先 発 | 完 投 | 完 封 | 無 四 球 | 勝 利 | 敗 戦 | セ 丨 ブ | ホ 丨 ル ド | 勝 率 | 打 者 | 投 球 回 | 被 安 打 | 被 本 塁 打 | 与 四 球 | 敬 遠 | 与 死 球 | 奪 三 振 | 暴 投 | ボ 丨 ク | 失 点 | 自 責 点 | 防 御 率 | W H I P |
| --------- | --------- | ----- | ----- | ----- | ----- | -------- | ----- | ----- | -------- | ----------- | ----- | ----- | -------- | -------- | ----------- | -------- | ----- | -------- | -------- | ----- | -------- | ----- | -------- | -------- | ------- |
| 1966      | 阪神      | 2     | 0     | 0     | 0     | 0        | 0     | 0     | --       | --          | .000  | 8     | 2.0      | 2        | 0           | 0        | 0     | 0        | 1        | 0     | 0        | 1     | 1        | 4.50     | 1.00    |
| 1969      | 阪神      | 3     | 0     | 0     | 0     | 0        | 0     | 0     | --       | --          | .000  | 13    | 2.2      | 5        | 0           | 1        | 0     | 0        | 2        | 0     | 0        | 2     | 2        | 6.00     | 2.73    |
| 1970      | 阪神      | 1     | 0     | 0     | 0     | 0        | 0     | 0     | --       | --          | .000  | 4     | 0.0      | 4        | 0           | 0        | 0     | 0        | 0        | 0     | 0        | 1     | 1        | ----     | ----    |
| 通算：3年 | 通算：3年 | 6     | 0     | 0     | 0     | 0        | 0     | 0     | --       | --          | .000  | 25    | 4.2      | 11       | 0           | 1        | 0     | 0        | 3        | 0     | 0        | 4     | 4        | 7.20     | 2.86    |

### 記録
- 初登板：1966年4月10日、対サンケイアトムズ2回戦（阪神甲子園球場）、9回表に4番手で救援登板・完了、1回無失点

### 背番号
- 51 （1963年 - 1965年）
- 42 （1966年 - 1970年）
- 45 （1971年）
- 64 （1972年 - 1975年）
- 86 （1976年 - 1977年）